# 金志炫
金志炫（韓語：김지현，1974年9月10日—），名字曾被音譯為金志贤或金智賢，韩国前女子羽毛球运动员。她曾参加1996年和2000年夏季奥运会羽毛球女子单打比赛，还曾获得1994年亚洲运动会羽毛球比赛女子团体金牌。
她退役後擔任普薩拉·文卡塔·辛度的教練。2019年初，她幫助辛度在瑞士巴塞爾舉行的世界羽球錦標賽上獲得金牌，辛度成為印度第一位成為世界冠軍的羽毛球運動員。2019年11月，她前往台灣的亞柏羽球隊培養年輕球員。